# Okerbruin schriftmos
Okerbruin schriftmos (Zwackhia viridis) is een schriftmos behorend tot de familie Lecanographaceae. Het groeit op laanbomen in bossen. Het leeft in symbiose met de alg Trentepohlia.

## Determinatie
Okerbruin schriftmos wordt gekenmerkt door een subtiele en slanke thallus die kan variëren van nauwelijks merkbaar tot een fijne textuur. Het kleurenspectrum omvat tinten lichtbruin, grijs, groenachtig grijs, bruingrijs en groen, allemaal met een matte afwerking. Af en toe kan een prothallus worden waargenomen, te onderscheiden door zijn donkerbruine tint en een breedte van 0,1–0,2 mm.
De apotheciën, in dit geval lirellen, zijn relatief gelijkmatig over het thallus verspreid, hoewel ze soms in clusters van twee tot vier voorkomen. Ze zijn spleetachtig van vorm en over het algemeen recht, maar kunnen ook sterk gebogen of licht gebogen hebben. Ze zijn zwart en zijn tussen 0,2 en 1,2 mm lang en 0,15–0,3 mm breed. Hun hymeniale schijf is niet berijpt en ziet eruit als een duidelijke spleet.
Onder het hymenium heeft het excipulum een donkerbruine tint die bij een kleurreactie met kaliumhydroxide (K) een olijfachtige kleur krijgt. De breedte van deze structuur varieert van 25 tot 50 μm aan de zijkanten tot 15-80 μm aan de basis. Het onderliggende hypothecium is lichtbruin, 5–20 μm hoog en reageert met een olijfachtige tint op K en een rode tint op jodium. Het hymenium zelf is helder en vrij van oliedruppeltjes, en bevindt zich op een hoogte tussen 75 en 120 μm. Bij blootstelling aan kaliumhydroxide en jodium (K/I) wordt het blauw. De vertakte parafysen zijn met elkaar verweven en zijn 1,0–1,5 μm breed zonder een duidelijk vergrote punt. Het epihymenium bovenaan heeft een lichtbruine tint, die rood wordt bij blootstelling aan jodium.
De asci hebben een knotsvormige tot ellipsoïde vorm. Ze bevatten acht ascosporen en variëren in grootte van 55 tot 70 bij 16-22 μm, met een uitgesproken apicale blauwe ring bij blootstelling aan K / I. De ascosporen zijn spoelvormig, helder, overwegend recht, maar vertonen af en toe een lichte kromming. Ze hebben 10–15 (tot 17) septen zonder insnoering. Deze sporen hebben in hun volwassen staat middencellen die ongeveer even lang en breed zijn, waarbij de eindcellen meer uitgerekt zijn. Ze meten tussen 30,0 en 42,5 bij 4,5–7,5 μm. De perispore rond de sporen is 1,5–2,5 μm breed.

## Verspreiding
Okerbruin schriftmos heeft een kosmopolitische verspreiding en is bekend uit Afrika, Azië, Amerika, Europa en Oceanië. In Nederland komt het zeer zeldzaam voor.